# 戈列夫島
戈列夫島（英語：Gorev Island），是南極洲的島嶼，位於布羅姆斯基島和波里亞金島之間，屬於哈斯韋爾群島的一部分，由澳大拉西亞探險隊發現和繪入地圖，現時由南極條約體系管理。